# NGC 7480
NGC 7480 é uma galáxia espiral (S0-a) localizada na direcção da constelação de Pisces. Possui uma declinação de +02° 32' 58" e uma ascensão recta de 23 horas, 05 minutos e 13,5 segundos.
A galáxia NGC 7480 foi descoberta em 11 de Agosto de 1864 por Albert Marth.